# Rakovnik pri Šentrupertu
Rakovnik pri Šentrupertu je naselje v Občini Šentrupert.